# Port lotniczy San José de Chiquitos
Port lotniczy San José de Chiquitos – port lotniczy zlokalizowany w boliwijskim mieście San José de Chiquitos.